# アリトン
アリトン (Ariton)は、グリモワール『術士アブラメリンの聖なる魔術の書』に登場する悪魔。

## 概要
8人の下位王子（Eight Sub Princes）と総称される有力な悪魔の一人である。
また、オリエンス、パイモン、アマイモンと共に、四方を司る四大悪魔の一人とされるが、司る方角については西という説と北という説がある。
アレイスター・クロウリーの『777の書』によれば、四大元素の「水」に対応する西の魔王とされる。一方、マグレガー・メイザースが『アブラメリンの書』の注釈で述べた説によれば、悪魔エギュン（Egyn）と同一の存在で北の魔王だという。
またメイザースは同じ注釈で、「アリトン」の名がヘブライ語で「暴露する」を意味する"עֵרָה"に由来するという説と、ギリシア語で「秘密」転じて「（口にできないほど）恐ろしいもの」を意味する"ἀρρήτων"に由来すると述べている。
またメイザースは、ラビ（ユダヤ教神学者）がアリトンを堕天使アザエルと同一視していたという。